# NGC 6714
NGC 6714 is een niet-bestaand object in het sterrenbeeld Draak. Het hemelobject werd op 27 mei 1886 ontdekt door de Amerikaanse astronoom Lewis A. Swift.